# Рунетология
Рунетоло́гия — популярный российский подкаст на бизнес-тематику (от слова «Рунет» — «русский интернет»). Выходил в 2009—2018 годах. Пик популярности пришёлся на 2012—2015 гг., затем наступил постепенный спад. Оказал значительное влияние на индустрию подкастинга в России.

## Описание
Программу придумал предприниматель Максим Спиридонов как способ неформально знакомиться с руководителями крупных компаний и ярких стартапов Рунета, к которым было трудно достучаться по официальным каналам, но с лёгкостью шедшими на контакт ради интервью. Спустя несколько выпусков стало понятно, что программа состоялась, а хитрый ход с публикацией текстовой версии интервью в forbes.ru (а затем в slon.ru, «Секрете фирмы», vc.ru) сделал программу знаменитой.
Всего вышло 326 выпусков программы. 12 апреля 2018 года Максим Спиридонов объявил на своей странице в Facebook о закрытии Рунетологии. Официальная причина — подкастинг в России так и «не взлетел» и его дальнейшая судьба как индустрии под большим вопросом.
С самого первого выпуска программа позиционировалась как «портретная галерея тех, кто создаёт лицо русского интернета». Жанр — интервью. Запись программы проходила удалённо, по скайпу. Одной из новаций Рунетологии стал двойной способ записи. Каждый участник программы записывал свою дорожку по отдельности, которые затем сводил звукорежиссёр. Благодаря этому качественный звук Рунетологии стал эталоном для других подкастеров.
Подготовкой программы занимались 6 человек — редакторы Андрей Митрохин, Михаил Боде, Станислав Жураковский, звукорежиссёр Юрий Берингов, диктор Надежда Гусарова и ведущий Максим Спиридонов. Периодичность выхода — 4 выпуска в месяц до 2017 года, затем 2 выпуска в месяц вплоть до закрытия программы.

## В литературе
В 2011 году под маркой издательства «Манн, Иванов и Фербер» вышла книга Максима Спирдонова «Рунетология. Кто управляет русским Интернетом», объединяющая 20 избранных интервью и рассказывающая об успешной карьере ключевых фигур российского сегмента Интернета.

## Признание
- в 2010 году подкаст стал победителем в организованном Deutsche Welle конкурсе The Best of Blogs в категории «Лучший подкаст» (наряду с подкастом Лаовайкаст)[5].